# Betti Alver
Betti Alver (ur. 23 listopada 1906 w Jõgeva, zm. 19 czerwca 1989 w Tartu), właśc. Elisabet Alver (od 1937 Elisabet Talvik, a od 1956 Elisabet Lepik) – estońska poetka, prozatorka, tłumaczka.

## Życiorys
Betti Alver urodziła się 23 listopada 1906 r. w Jõgeva. Jej ojciec był z zawodu kolejarzem, Alver była jego szóstym dzieckiem. Należała do pierwszego pokolenia, które wykształciło się w niepodległej Estonii. Ukończyła szkołę średnią w Tartu, przez jakiś czas studiowała też filologię estońską na uniwersytecie w tym mieście.
Zadebiutowała w 1927, jeszcze podczas nauki w szkole średniej, opowiadaniem Vaene väike oraz powieścią Tuulearmuke. W 1936 wydała pierwszy tomik poetycki – Tolm ja tuli. Należała do grupy literackiej Arbujad (oprócz niej członkami grupy byli także Bernard Kangro, Uku Masing, Kersti Merilaas, Mart Raud, August Sang, Heiti Talvik i Paul Viiding). Jej mąż, poeta Heiti Talvik został po wojnie aresztowany przez władzę sowiecką i zginął podczas zesłania na Syberii.
W proteście przeciwko nowej władzy Alver nie publikowała własnej twórczości aż do lat 60. XX wieku. Po zakończeniu poetyckiego milczenia wydała m.in. zbiór Tähetund (1966), którego nakład rozszedł się w kilka godzin po publikacji. W 1965 wyszła za mąż za historyka Marta Lepika.
Alver zajmowała się także tłumaczeniem literatury (m.in. Aleksandra Puszkina, Heinricha Heinego i Maksima Gorkiego).